# Natriumfosfide
Natriumfosfide is de anorganische verbinding met de formule {\displaystyle {\ce {Na3P}}}. Het is een zwarte vaste stof. De stof wordt vaak beschreven als het zout van {\displaystyle {\ce {Na+}}} en het P3--anion. {\displaystyle {\ce {Na3P}}} is een bron van het zeer reactieve fosfide-anion.
Naast {\displaystyle {\ce {Na3P}}} zijn 5 andere binaire verbindingen van natrium en fosfor bekend: {\displaystyle {\ce {NaP}}}, {\displaystyle {\ce {Na3P7}}}, {\displaystyle {\ce {Na3P11}}}, {\displaystyle {\ce {NaP7}}} en {\displaystyle {\ce {NaP15}}}.

## Structuur en eigenschappen
De stof kristalliseert in een hexagonale vorm, vaak aangeduid als de natriumarsenide-structuur. Net als het overeenkomstige kaliumzout {\displaystyle {\ce {K3P}}} (kaliumfosfide) treden in vast natriumfosfide pentagecoördineerde fosforatomen op.

## Synthese
De eerste beschreven synthese van {\displaystyle {\ce {Na3P}}} dateert van het midden van de 19e eeuw door de Franse onderzoeker Alexandre Baudrimont bereidde de stof door gesmolten natrium met fosforpentachloride te behandelen.
{\displaystyle {\ce {8Na_{(l)}\ +\ PCl5\ ->\ 5NaCl\ +\ Na3P}}}
Sinds deze eerste synthese is een groot aantal andere manieren om deze stof te bereiden beschreven. Ten gevolge van de brandbaarheid en het giftige karakter ervan wordt {\displaystyle {\ce {Na3P}}} (en verwante zouten) meestal in situ bereid en direct gebruikt.

- Witte fosfor wordt door een legering van natrium en kalium gereduceerd, waarbij natriumfosfide ontstaat:[6]

{\displaystyle {\ce {P4 \ + \ 12 Na \ -> \ 4 Na3P}}}
- Fosfor reageert met natrium in 5 uur in een autoclaaf bij 150 °C tot natriumfosfide.[7]
- De reactie kan ook uitgevoerd worden bij normele druk, maar met gebruik van een temperatuurgradiënt waarbij niet-vluchtige {\displaystyle {\ce {Na_{x}P}}} (x < 3) ontstaan die vervolgens met meer natrium tot het gewenste product reageren.[8]
- In sommige gevallen wordt een elektron-transfer-reagens, bijvoorbeeld naftaleen gebruikt. Het naftaleen vormt een oplosbaar natriumnaftalenide, dat vervolgens het fosfor reduceert.[9]

## Toepassingen
Natriumfosfide wordt gebruikt als bron van het zeer reactieve fosfide-ion. Er is geen oplosmiddel voor de stof bekend, maar het reageert als slurry met zuren en elektrofielen, waarbij stoffen van het type {\displaystyle {\ce {M3P}}} ontstaan:
{\displaystyle {\ce {Na3P\ +\ 3E+->\ E3P\ \ (E=H,Me3Si)}}}
De trimethylsilylverbinding is vluchtig (b.p. 30-35 C en 0,001 mm Hg) en oplosbaar. Hij fungeert als een oplosbare bron van "P3−".
Indiumfosfide, een halfgeleider, wordt gevormd door in situ gegenereerd natriumfosfide te laten reageren met indium(III)chloride in hete DMA als oplosmiddel. In dit proces wordt het fosforreagens uit metallisch natrium en witte fosfor gemaakt, het reageert onmiddellijk met het indiumzout.:
{\displaystyle {\ce {Na3P\ +\ InCl3->\ InP\ +\ 3NaCl}}}
Commercieel kan natriumfosfide, in combinatie met zinkfosfide en aluminiumfosfide, als katalysator worden gebruikt in de polymeristaie-reacties. Als {\displaystyle {\ce {Na3P}}} niet aanwezig is in het ternaire mengsel dan is polymerisatie van propeen en 4-methyl-pent-1-een niet succesvol.

polymerisatie van propeen

## Voorzorgsmaatregelen
Natriumfosfide is een zeer gevaarlijk omdat het giftige fosfine ontstaat bij contact met water. Dit is een zeer exotherm proces zodat het doorgaans in brand resulteert. In de Verenigde Staten is het transport van {\displaystyle {\ce {Na3P}}} in vliegtuigen en treinen, verwijzend naar het giftige gas en het brandgevaar, door de USDOT verboden.